# 21622 Вікторшіа
21622 Вікторшіа (21622 Victorshia) — астероїд головного поясу, відкритий 9 червня 1999 року.
Тіссеранів параметр щодо Юпітера — 3,606.